# Ścinawka Średnia Dworzec Mały
Ścinawka Średnia Dworzec Mały – stacja kolejowa na linii Kolei Sowiogórskiej w Ścinawce Średniej, w gminie Radków, w powiecie kłodzkim, w województwie dolnośląskim, w Polsce. Obecnie nie ma na niej peronów. Została wybudowana w 1902 roku. Zlikwidowana została około 1934 roku, po likwidacji Kolei Sowiogórskiej stacja nie funkcjonowała.
Ruch osobowy na linii kolejowej biegnącej przez stację został zawieszony w 1987 roku. Prowadzony jest tylko ruch towarowy do Nowej Rudy Słupca.